# 大伴道足
大伴 道足（おおとも の みちたり）は、飛鳥時代から奈良時代にかけての公卿。贈内大紫位・大伴馬来田の子。官位は正四位下・参議。

## 経歴
大宝4年（704年）従六位下から四階の昇叙により従五位下に叙爵。以降元明朝から元正朝にかけて、讃岐守・弾正尹・民部大輔などを歴任。この間、和銅5年（712年）正五位下、養老4年（720年）正五位上、養老7年（723年）従四位下と昇進した。讃岐守在任時の和銅6年（713年）には、同国寒川郡の物部乱ら26人が庚午年籍以来良人であったところ、持統天皇4年（690年）の戸籍改定の際に誤って飼丁の籍とされたとして、良人に編入すべき旨を言上し許可されている。
神亀6年（729年）2月に発生した長屋王の変に際して、大宰大弐・多治比縣守、左大弁・石川石足と共に臨時で参議に任ぜられ、同年正四位下・右大弁に叙任された。天平2年（730年）勅を受けて擢駿馬使として大宰府に下向するが、その際に大宰帥・大伴旅人の邸宅で催された歓迎の宴で葛井広成が詠んだ和歌が『万葉集』に採録されている。天平3年（731年）7月に薨去していた大伴旅人に代わって、同年8月に諸司の主典以上の官人の推挙を受けて、大伴氏の代表として参議に任ぜられ公卿に列した。同年南海道鎮撫使。議政官として右大弁を兼任したが、天平7年（735年）阿倍帯麻呂らによる殺人事件について、遺族の訴えを審理せず放置したとして左中弁・高橋安麻呂らと共に断罪されるも、聖武天皇の詔により赦されている。
没年不詳だが、一説では天平13年（741年）没とする。最終官位は参議正四位下。

## 官歴
『続日本紀』による。
- 時期不詳：従六位上
- 大宝4年（704年） 正月7日：従五位下
- 時期不詳：従五位上
- 和銅元年（708年） 3月13日：讃岐守
- 和銅5年（712年） 正月19日：正五位下
- 和銅6年（713年） 8月26日：弾正尹
- 養老4年（720年） 正月11日：正五位上。10月9日：民部大輔
- 養老7年（723年） 正月10日：従四位下
- 神亀6年（729年） 2月11日：権為参議。3月4日：正四位下。9月28日：右大弁
- 天平2年（730年） ：擢駿馬使
- 天平3年（731年） 8月11日：参議。11月22日：南海道鎮撫使

## 系譜
- 父：大伴馬来田[5][6]
- 母：不詳
- 妻：不詳
- 生母不明の子女
  - 男子：大伴伯麻呂（718-782）[5]
  - 女子：藤原鳥養室